# Architeuthis dux
El calamar gigante del Atlántico (Architeuthis dux) es una especie de calamar gigante, ubicado dentro del género Architeuthis. 
Hasta ahora, se reportó la presencia de estos moluscos en el Océano Atlántico (aquí ocurrieron los primeros avistamientos y por eso se le denomina como "calamar del Atlántico") y el Océano Pacífico. No se sabe mucho sobre ellos.
En España es conocido desde antiguo, y en la costa asturiana es denominado como peludín, posiblemente el único lugar de Europa donde tiene un nombre común.